# Бойссано
Бойссано (итал. Boissano) — коммуна в Италии, располагается в регионе Лигурия, в провинции Савона.
Население составляет 2326 человек (2008 г.), плотность населения составляет 268 чел./км². Занимает площадь 9 км². Почтовый индекс — 17054. Телефонный код — 0182.
Покровительницей коммуны почитается святая равноапостольная Мария Магдалена. Праздник ежегодно празднуется 22 июля.

## Демография
Динамика населения:

## Администрация коммуны
- Официальный сайт: http://www.comunediboissano.it/ Архивная копия от 17 января 2010 на Wayback Machine